# Conobregma brevistigmus
Conobregma brevistigmus är en stekelart som beskrevs av Van Achterberg 1995. Conobregma brevistigmus ingår i släktet Conobregma och familjen bracksteklar. Inga underarter finns listade i Catalogue of Life.